# Glavni žučovod
Glavni žučovod (lat. ductus choledochus) je vod koji odvodi žuč u dvanaesnik, a nastaje spajanjem voda žučnog mjehura (lat. ductus cysticus) sa zajedničkim jetrenim vodom (lat. ductus hepaticus communis).
Donji kraj glavnog žučnog voda spaja se s glavnim gušteračnim vodom (lat. ductus pancreaticus major) u ampulu Vateri (lat. ampulla hepatopancreatica). Ampulu obavija mišić hepatopankreasni sfinkter (Oddijev sfinkter, lat. sphincter ampullae hepatopancreaticae) koji kada je kontrahiran sprječava ulazak žuči u tanko crijevo. 